# Reagrupament Socialista i Democràtic de Catalunya
El Reagrupament Socialista i Democràtic de Catalunya fou una organització política de Catalunya, creada el 1974. Reuní bona part del sector socialdemòcrata del Moviment Socialista de Catalunya (MSC). A més s'hi sumà el Bloc Popular de Lleida, Esquerra Republicana de Catalunya (ERC) i militants independents del socialcristianisme d'esquerres (Josep Verde i Aldea, etc.). El seu principal dirigent fou Josep Pallach. ERC se'n desvinculà ben aviat, quan va veure que es volia fer del Reagrupament una organització unitària. El 1976 es transformà en el Partit Socialista de Catalunya-Reagrupament.